# Раймонди, Луиджи
Луиджи Раймонди (итал. Luigi Raimondi; 25 октября 1912, Акви-Терме, Итальянское королевство — 24 июня 1975, Ватикан) — итальянский куриальный кардинал и ватиканский дипломат. Титулярный архиепископ Тарсо с 24 декабря 1953 по 5 марта 1973. Апостольский нунций на Гаити с 24 декабря 1953 по 15 декабря 1956. Апостольский делегат в Мексике с 15 декабря 1956 по 30 июня 1967. Апостольский делегат в США с 30 июня 1967 по 5 марта 1973. Префект Конгрегации по Канонизации Святых с 21 марта 1973 по 24 июня 1975. Кардинал-дьякон с титулярной диаконией Санти-Бьяджо-э-Карло-аи-Катинари с 5 марта 1973.

## Биография
Родился 25 октября 1912 года в Акви-Терме. Сын Джованни Раймонди и Марии Джаккеро.

### Образование
- Семинария в Акви-Терме.
- Папский Латеранский университет (Рим).
- Папская Церковная академия (Рим).

### Священство
- 6 июня 1936 года — рукоположен во священники епископом Акви Лоренцо дель Понте.
- В 1936—1938 годах продолжал обучение.
- В 1938—1942 годах — секретарь нунциатуры в Гватемале
- С 3 марта 1939 года — тайный камергер Его Святейшества.
- В 1942—1949 годах — аудитор апостольской делегации в Соединенных Штатах Америки.
- В 1949—1953 годах — советник и поверенный в делах о интернунциатуры в Индии.
- С 5 марта 1951 года — Придворный прелат.
- В 1953 году — сотрудник государственного секретариата Святого Престола.

### Епископское служение
- 24 декабря 1953 года избран титулярным архиепископом Тарсо и назначен нунцием в Гаити и апостольским делегатом в британской и французской Вест-Индии.
- Епископская ординация состоялась 31 января 1954 года в базилике Сан-Карло-аль-Корсо в Риме. Хиротонию проводил кардинал Адеодато Джованни Пьяцца, секретарь Священной Консисторской Конгрегации, которому помогали Антонио Саморе, титулярный архиепископ Тырново, секретарь Священной Конгрегации чрезвычайных церковных дел, и Джузеппе дель’Ольмо, епископ Акви.
- С 15 декабря 1956 года — апостольский делегат в Мексике.
- В 1962—1965 годах присутствовал на Втором Ватиканском Соборе.
- С 30 июня 1967 года — апостольский делегат в США.

### Кардинал
- С 5 марта 1973 года — кардинал-дьякон с титулярной диаконией Санти-Бьяджо-э-Карло-аи-Катинари.
- С 21 марта 1973 года по 24 июня 1975 года — префект Конгрегации по Канонизации Святых.
- С 27 сентября по 26 октября 1974 года участвовал в третьей очередной ассамблее Синода Епископов в Ватикане.

### Смерть
Умер 24 июня 1975 года, после перенесенного тяжелого сердечного приступа в своей квартире в Ватикане. Похоронен в усыпальнице своей семьи в Акви-Терме.